# 俄罗斯陆军第27独立近卫摩托化步兵旅
第27独立近卫摩托化塞瓦斯托波爾紅旗步兵旅（俄语：27-я отдельная гвардейская мотострелковая Севастопольская Краснознамённая бригада）是俄罗斯陆军的一個機械化步兵旅，隸屬於西部军区的近卫坦克第1集团军。該部隊本部位在莫斯科新莫斯科行政区莫斯倫根。

## 歷史
1993年12月1日，該部隊於丘胡伊夫成立，先後投入了苏德战争、第一次車臣戰爭及第二次車臣戰爭等戰事。
2022年，該部隊參與2022年俄羅斯入侵烏克蘭。2022年烏克蘭哈爾科夫反攻期間，第27旅從伊久姆撤退時其指揮官謝爾蓋·伊戈列維奇·薩福諾夫（Sergey Igorevich Safonov）上校和另一名軍官涉嫌分別刺傷了一名老年婦女並開槍射殺了她的丈夫，造成兩人喪生。此後該部隊在諾沃塞里夫斯凱、庫澤米夫卡一帶與烏克蘭軍隊交戰。

## 編制
- 旅本部
- 第433顿河哥萨克摩托化步兵团
- 第1摩托化步兵營
- 第2摩托化步兵營
- 第3摩托化步兵營
- 坦克營
- 自行火砲團
- 火箭砲兵團
- 防空導彈和砲兵團
- 偵察連
- 步槍連
- 通信營
- 後勤營
- 維修連
- 工兵連
- 戰鬥連
- NBC連
- 衛生連
- 管理和火砲情報連
- 指揮和雷達偵察排
- 管理排
- 教官排
- 模擬排
- 旅樂隊